# Fütterergasse
Die Fütterergasse befindet sich im 1. Wiener Gemeindebezirk, der Inneren Stadt. Sie ist nach dem Beruf der Futterhändler benannt.

## Geschichte
Die Fütterergasse gehörte im Mittelalter zur Wiener Judenstadt, einem geschlossenen Siedlungsgebiet der Juden rund um den Judenplatz, das durch Tore von der übrigen Stadt abgegrenzt war. 1421 wurden alle Juden auf Befehl Herzog Albrechts V. aus Wien vertrieben, wobei die Häuser der Judenstadt dem Landesfürsten zufielen, der sie verschenkte oder verkaufte. 
Daraufhin wurde die Fütterergasse zur damaligen Wildwerkerstraße, der heutigen Wipplingerstraße, gerechnet (1423 belegt). Ursprünglich führte die Wipplingerstraße drei Namen. Sie hieß vom hohen Markt bis zur Jordangasse nach einem dortigen Patriziergeschlecht Bilbinger oder Bülbingerstraße; von der Jordan- bis zur Futtergasse unter den Wildwerkern, während der letzte Teil bis zur Renngasse unter den Felbern hieß. Die Straße unter den Wildwerkern hieß 1277 Wiltwercherstrazze (mhd. wiltwerc = Pelzwerk), ein Name der (bald in Wildpergerstraße verderbt) auf die dort wohnenden Pelzer und Pelzhändler hinwies Unter der Zusammenziehung der Bezeichnungen Wildwerker- und Bülbingerstraße entstand zunächst die Form Wülpinger- und schließlich Wipplingerstraße. 1482 sprach man von der Gasse, da man an den Judenplatz geht. Erst spät, seit 1786 ist der Name Fütterergasse gebräuchlich. Fütterer hießen in Wien die Händler von Viehfutter, wobei sich der Futtermarkt allerdings am Neuen Markt befand.

## Lage und Charakteristik

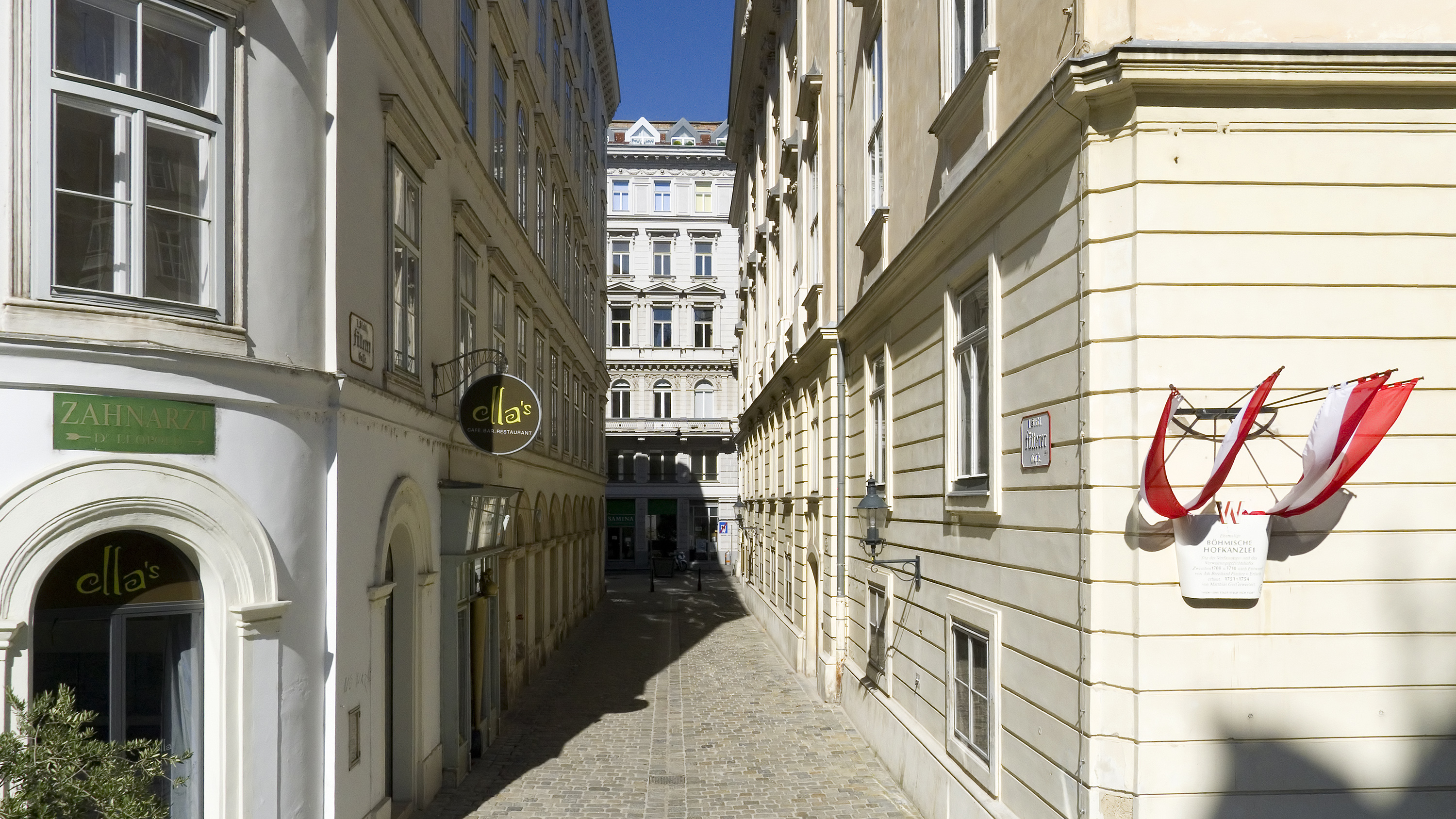
Fütterergasse vom Judenplatz nach Norden

Die kurze, schmale Fütterergasse verläuft vom Judenplatz in nordöstlicher Richtung und verbindet diesen mit der Wipplingerstraße. Sie bildet zusammen mit dem Judenplatz und weiteren an diesen angrenzenden Gassen eine Fußgängerzone. Hier befindet sich die Seitenfront des Verwaltungsgerichtshofs bzw. des Hauses der Genossenschaft der Kleidermacher. Außerdem sind Gastronomielokale hier angesiedelt. Alle Gebäude in der Fütterergasse stehen unter Denkmalschutz.

## Bauwerke

### Nr. 1: Haus der Genossenschaft der Kleidermacher
An dieser Stelle Ecke Judenplatz / Fütterergasse befand sich im Mittelalter das Judenspital. Nach der Vertreibung der Juden gab es an der linken Straßenseite der Fütterergasse zwei Gebäude, von denen dasjenige zur Wipplingerstraße gelegene vom Herzog verkauft, dasjenige zum Judenplatz gelegene verschenkt wurde. Letzteres gelangte hundert Jahre später in den Besitz des Stephansdoms und wurde 1548 von der Schneiderzeche erworben. 1684 wird es als Zech- und Herbergshaus der bürgerlichen Schneider bezeichnet. Das andere Gebäude wurde hingegen 1592 in zwei Häuser aufgeteilt, wodurch nun drei Gebäude auf dieser Straßenseite bestanden. Das mittlere wurde 1810 von der Innung der bürgerlichen Kleidermacher Wiens erworben, 1837 schließlich auch das dritte Objekt. Alle drei wurden anschließend abgebrochen und Ignaz Ram errichtete stattdessen 1837–1838 das jetzige Haus der Genossenschaft der Kleidermacher.
Das spätklassizistische Gebäude steht an drei Seiten frei zwischen Judenplatz, Fütterergasse und Wipplingerstraße. Seine Ecken sind abgerundet. Am Eingang an der Fütterergasse liegt ein Foyer, das durch Pilaster mit schlichten Palmettenkapitellen gegliedert ist. Von hier führen zwei gewendelte, dorische Säulentreppen mit originalen Geländern aus der Bauzeit nach oben. Eine Bronzestatue stellt einen Schneider dar. Dabei handelt es sich um die Kopie einer Statue an der rechten Seitenfassade des Wiener Rathauses von Werner David aus dem Jahr 1995. Im Gebäude befindet sich auch ein Innungsmuseum. Das Haus liegt an der Hauptadresse Judenplatz 10.

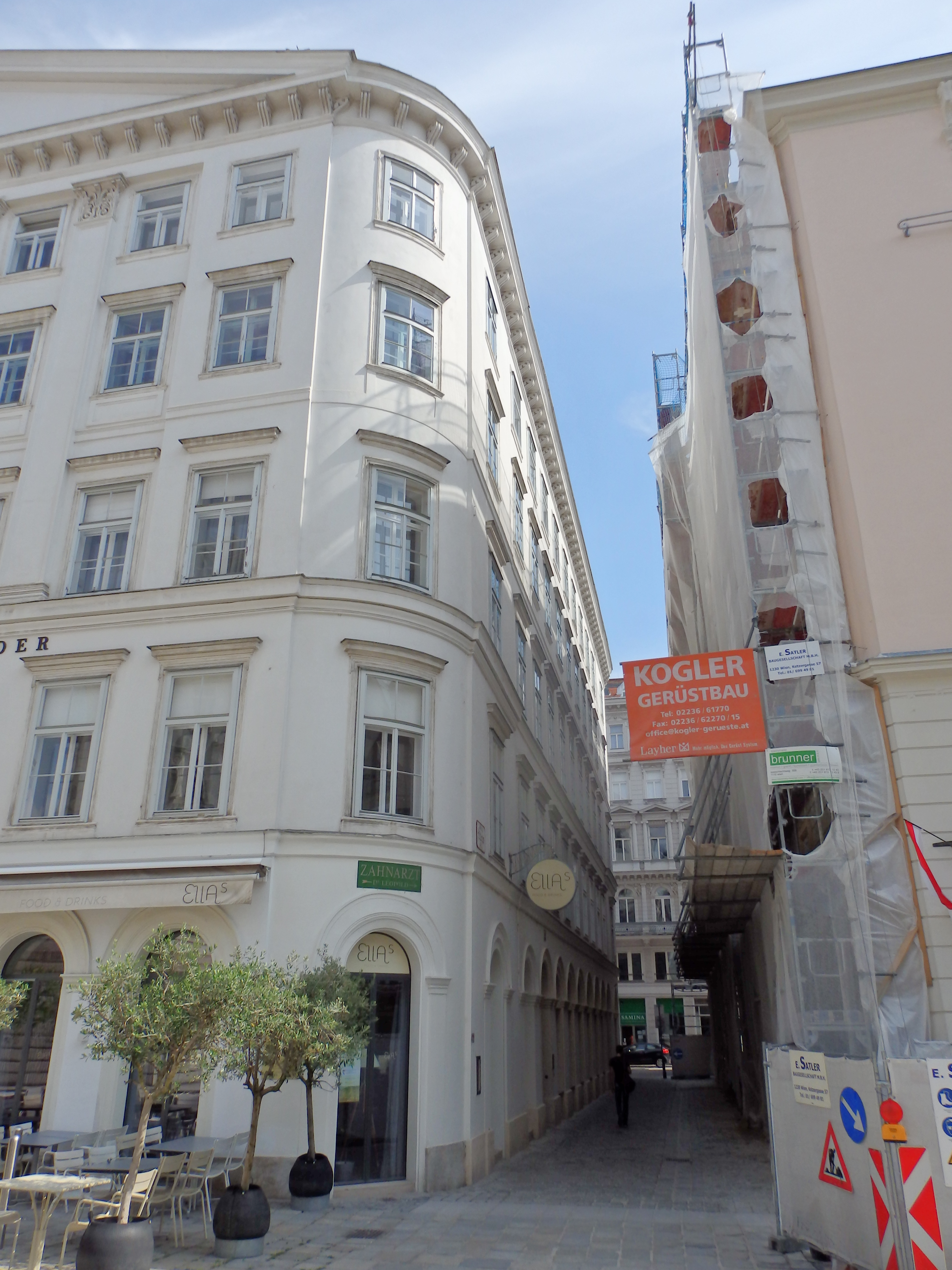
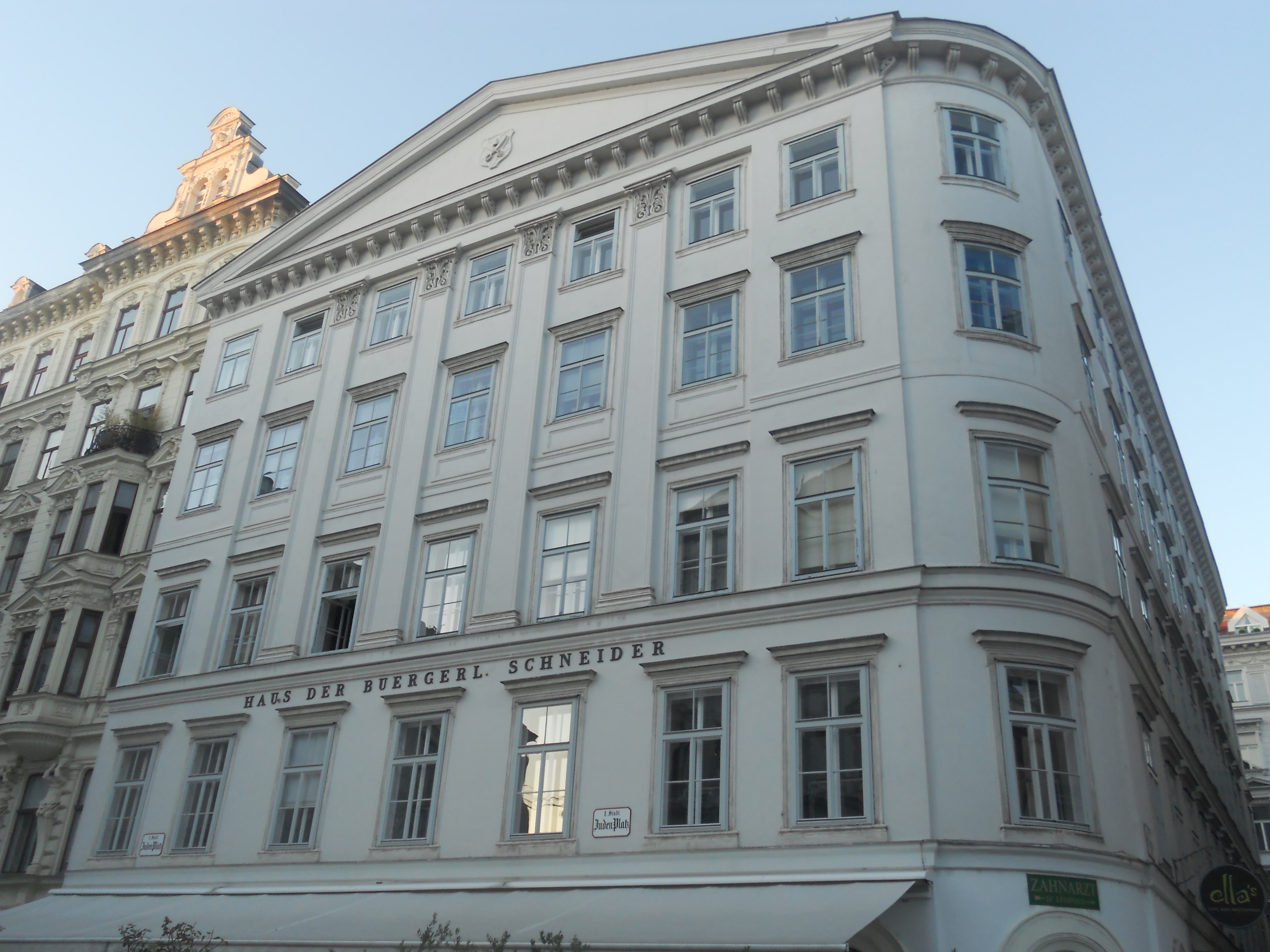
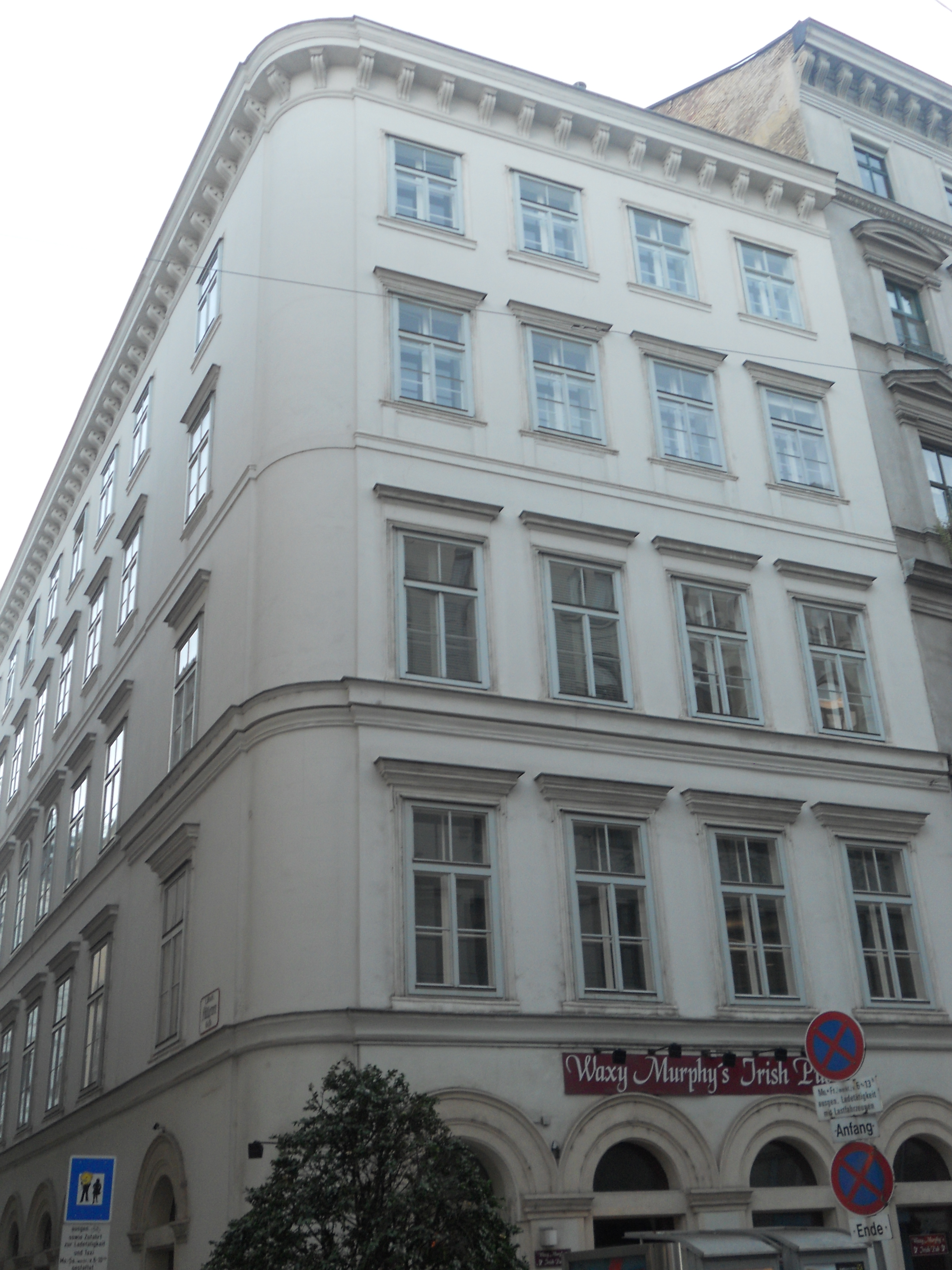

### Nr. 2: Ehemalige Böhmische Hofkanzlei

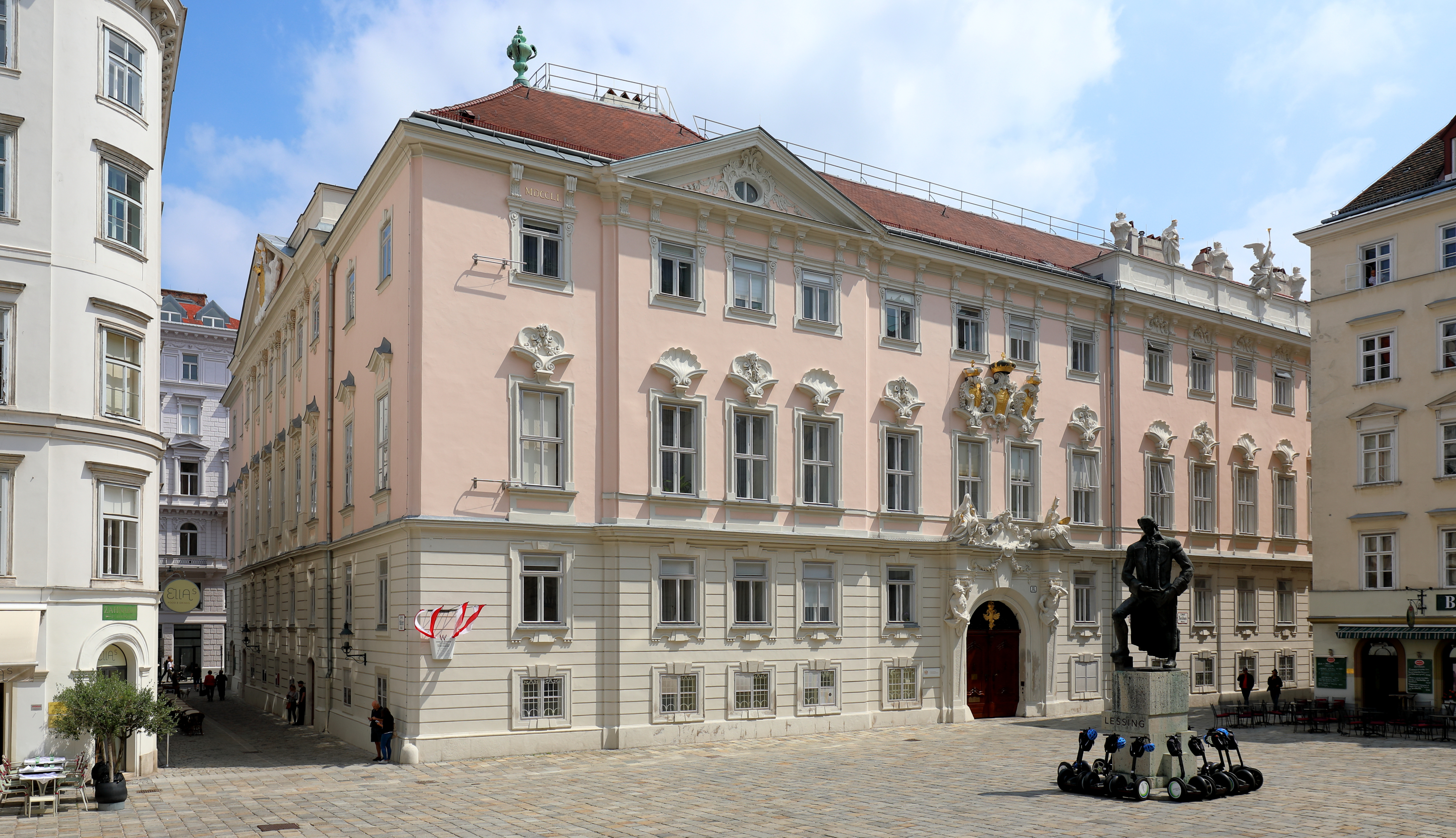
Böhmische Hofkanzlei Fütterergasse / Judenplatz

→ siehe auch Hauptartikel Böhmische Hofkanzlei
Das bedeutende Barockpalais steht nach allen Seiten frei zwischen Wipplingerstraße, Fütterergasse, Judenplatz und Jordangasse. Ursprünglich wurde es 1709–1714 von Johann Bernhard Fischer von Erlach an der Wipplingerstraße errichtet. 1751–1754 beseitigte man die anschließenden Gebäude und Matthias Gerl erweiterte die Böhmische Hofkanzlei um zehn Fensterachsen bis zur Fütterergasse und um eine Fensterachse bis zur Jordangasse, wodurch die ursprüngliche Hauptfassade verdoppelt wurde. Welche Gestalt die ursprüngliche Rückfassade hatte und welchen Anteil Gerl an der neue Fassade zum Judenplatz hat, ist unklar. Nach Umbauten im Inneren erneuerte Emil von Förster 1895–1896 die Repräsentationsräume. Schwere Bombenschäden 1945 führten dazu, dass Erich Boltenstern beim Wiederaufbau an der Wipplingerstraße eine Fußgängerpassage errichtete und der Haupteingang an den Judenplatz verlegt wurde.
Das Gebäude hatte stets wichtige Verwaltungsfunktionen inne. Neben der namengebenden Funktion als Böhmische Hofkanzlei diente es ab 1749 auch als Österreichische Hofkanzlei, ab 1848 und bis 1923 dann als Sitz des Innenministeriums. 1936 residierte hier der Bundesgerichtshof, nach 1945 die beiden wieder getrennten Gerichtshöfe des öffentlichen Rechts, der Verfassungs- und Verwaltungsgerichtshof. Seit 2012 befindet sich nur mehr der Verwaltungsgerichtshof am Standort.
Die Fassade an der Fütterergasse besitzt einen breiten gestuften und übergiebelten Mittelrisalit. An diesem befinden sich geschichtete Riesenpilaster und ein monumentaler Reichsadler mit dem Wappenschild Maria Theresias im Giebelfeld. Die Sockelzone ist gebändert. In der Beletage sind Knickgiebelverdachungen an den Fenstern zu sehen und Muschel- und Nabelscheibendekor in den Sturzfeldern.
Das Gebäude hat die Hauptadresse Judenplatz 11.